# إلهان توك
إلهان توك هو قارئ قرآن تركي ولد بمحافظة دوزجي بتركيا عام 1937.

## عمله
عُيِن مؤذنا بمسجد اسكودار بوسط إسطنبول في عام 1956، ثم أصبح إماما خطيبا في المسجد عام 1962 حتى تقاعد عام 1981.
استمر نشاطه الديني من خلال الإذاعات والمقالات الدينية. رشحته رئاسة الشئون الدينية برئاسة الوزراء عام 1981 لتمثيل تركيا بالمسابقة العالمية للقرآن الكريم بماليزيا.
يعمل حالياً في رئاسة الشؤون الدينية في أنقرة بمركز التعليم الديني لتدريس القرآن الكريم. وله تسجيل كامل للقرآن الكريم برواية حفص عن عاصم .

## وصلات خارجية
- المصحف المرتل برواية حفص عن عاصم بصوت الشيخ إلهان توك.